# Karol Chwalibóg

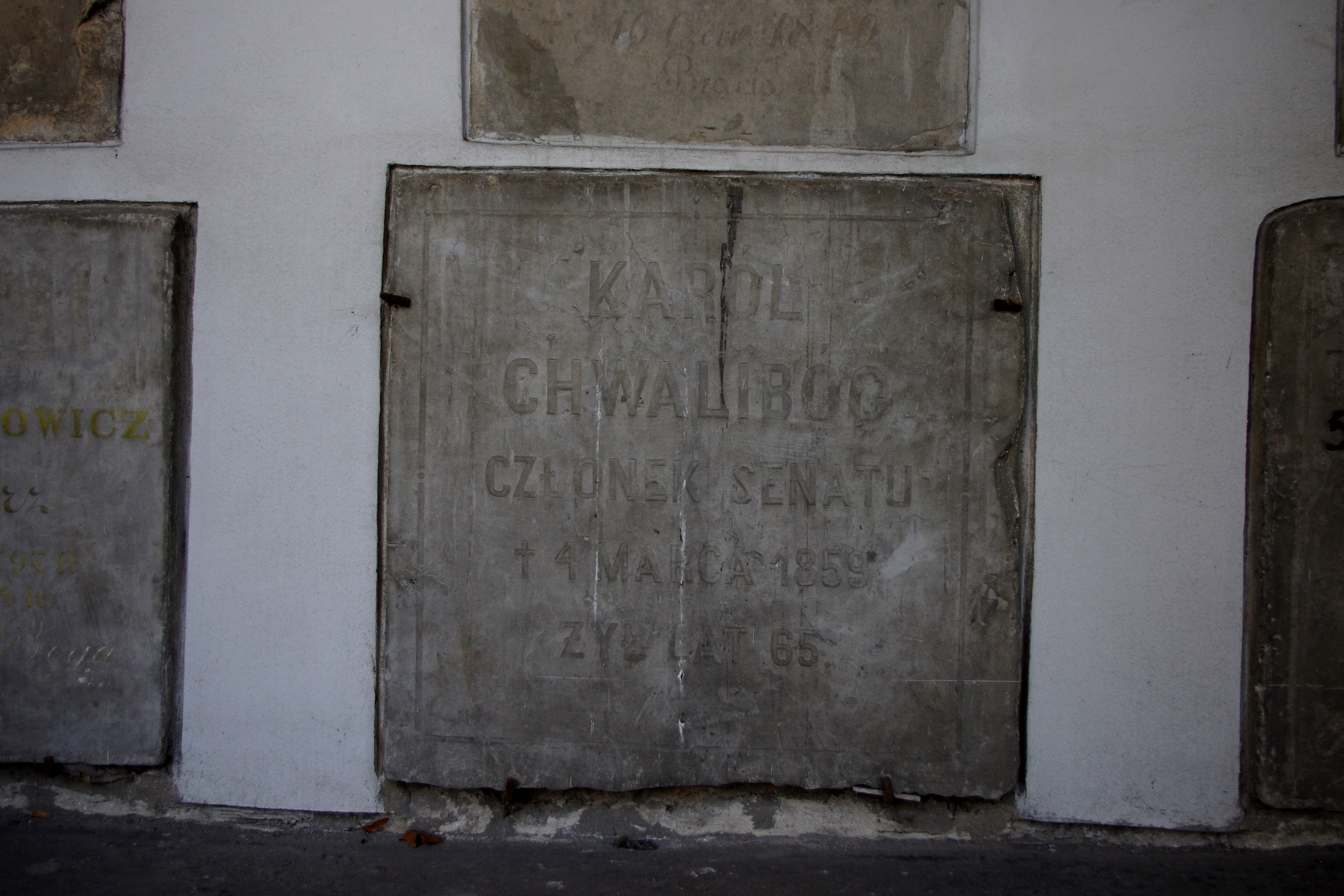
Grób Karola Chwaliboga na cmentarzu Powązkowskim w Warszawie

Karol Chwalibóg (ur. 1794, zm. 4 marca 1859 w Warszawie) – polski urzędnik, radca stanu, referendarz stanu, członek Warszawskich Departamentów Rządzącego Senatu.
Pochowany w katakumbach na cmentarzu Powązkowskim w Warszawie (rząd 61-6).
Jego wnukiem był Tadeusz Chwalibóg, poseł na Sejm II RP z ramienia Związku Ludowo-Narodowego.